# شهرستان چانگلی
شهرستان چانگلی (به لاتین: Changli County) یک منطقهٔ مسکونی در چین است که در کینگهوانگداو واقع شده‌است. شهرستان چانگلی ۲۲ متر بالاتر از سطح دریا واقع شده‌است.